# Wangisuchus tzeyii
Il wangisuco (Wangisuchus tzeyii) è un rettile estinto, appartenente agli arcosauriformi. Visse nel Triassico medio (Anisico, circa 242 milioni di anni fa) e i suoi resti fossili sono stati ritrovati in Cina.

## Classificazione
Questo animale è noto solo per alcuni resti frammentari, che comprendono ossa della mascella, denti, vertebre e ossa degli arti. I fossili furono ritrovati nella formazione Ermaying superiore, risalente all'Anisico superiore. Wangisuchus fu descritto per la prima volta nel 1964 dal paleontologo cinese Yang Zhongjian, che classificò Wangisuchus nella famiglia degli euparkeriidi (comprendente anche il ben noto Euparkeria del Sudafrica). 
Studi più recenti hanno notato che un calcagno (osso della caviglia) attribuito a Wangisuchus assomigliava notevolmente a quello degli arcosauri del gruppo dei Suchia. Se Wangisuchus fosse effettivamente un rappresentante di questo gruppo, dovrebbe essere raggruppato nella linea di arcosauri di cui fanno parte anche i coccodrilli. Wangisuchus, in questo caso, non sarebbe uno stretto parente di Euparkeria, poiché quest'ultimo animale occupa una posizione evolutiva più basale della divergenza tra le linee di arcosauri che condussero da una parte ai coccodrilli e dall'altra agli uccelli. In ogni caso, il calcagno isolato potrebbe appartenere a un animale differente da quello a cui sono ascritte le ossa della mascella, che hanno fornito gran parte delle caratteristiche per definire Wangisuchus. La posizione evolutiva di Wangisuchus all'interno degli arcosauromorfi triassici è quinti ancora incerta e secondo uno studio (Sookias et al., 2014) Wangisuchus sarebbe un nomen dubium privo di caratteri diagnostici.